# Ferot
Ferot, appelé aussi Ferot-le-Fourneau, est un hameau de la commune belge de Ferrières en province de Liège. 
Avant la fusion des communes, le hameau faisait déjà partie de la commune de Ferrières.

## Situation
Le hameau situé entre Malacord, Landrecy et Rouge-Minière se trouve au confluent de la Velle et de  la Lembrée. Le centre de Ferrières se situe à 1 kilomètre au sud du hameau.

## Description
Ferot est connu pour son château ainsi que pour ses pépinières.

## Loisirs
Jusqu'au début des années 1960, Ferot était traversé par la ligne de chemin de fer vicinal Comblain-la-Tour - Manhay (ligne 620). Elle est devenue un structure antérieur de RAVeL sous le nom de Transferrusienne.